# Рене (Роман)
«Рене або наслідки пристрастей (René, ou les Effets des passions») — короткий роман французького письменника Франсуа-Рене де Шатобріана, що з'явився у світ у 1802 році. Робота мала величезний вплив на ранній Романтизм, який можна порівняти з впливом роману «Страждання молодого Вретера» німецького письменника Йоганна Вольфганга фон Ґете. Як і в німецькому романі, у цьому творі зображений емоційний та пристрасний юнак, якому важко знайти себе в сучасному світі.  
Роман «Рене» вперше побачив світ як частина філософського трактату «Геній християнства» («Génie du christianisme») разом з іншим романом «Атала, або Кохання двох дикунів у пустелі» («Atala, ou Les Amours de deux sauvages dans le desert»). Проте, насправді, цей роман був уривком великої прозаїчної епопеї «Натчез», яку Шатобріан створював між 1796 р. та 1797 р.та яка не була опублікована до 1826 р. 

## Короткий опис новели
Рене, відчайдушно нещасний молодий француз, шукає притулку серед індіанського народу Натчез, який проживає на території Луїзіани. Проходить довгий час перш ніж індіанці переконують його розкрити причину постійної меланхолії. Він розповідає про своє самотнє дитинство в замку свого батька в Бретані. Його мати померла під час пологів, коли він народжувався, а батько був холодною та беззаперечною людиною, тому Рене знаходить єдину розраду в глибокій дружбі зі своєю сестрою Амелі та в довгих, самотніх прогулянках у сільській місцевості на околицях замку.  
Коли батько вмирає, а його брат успадковує сімейний маєток, Рене вирішує їхати подорожувати. Він відвідує руїни стародавньої Греції та Риму, які надихають його на меланхолійні роздуми. Він їде до Шотландії, щоб подивитися місця, згадані бардом Оссіаном, та до визначних пам'яток Італії. Ніщо не задовольняє його: «Стародавній світ не мав впевненості, а сучасний світ не має краси», — каже він. Рене повертається до Франції і знаходить суспільство зіпсутим і цілком позбавленим справжньої релігійності. Його сестра Амелі без явних на те причин, здається, уникає його. Як каже Рене:
«Незабаром у власній країні я опинився ще більш ізольованим, ніж я був у чужій землі. Деякий час я навіть бажав зануритись у світ, який не промовляв до мене і який не розумів мене. Моя душа, ще не стомлена жодними пристрастями, шукала об'єкт, до якого вона могла пристати; але я зрозумів, що даю більше, ніж я отримую. Це не були ті піднесені почуття та мова, які промовляли до мене. Моя єдина задача полягала в тому, щоб ужати мою душу та спустити її до рівня суспільства».
Незадоволений, Рене кидає суспільство та живе в безвісній частини міста. Але це життя затворника йому теж скоро набридає. Він вирішує переїхати до сільської місцевісті, але й там не знаходить щастя: «На жаль, я був один, один на всій землі. Таємна млявість огорнула моє тіло. Відраза до життя, яку я відчував з дитинства, повернулась з новою силою. Скоро моє серце вже не давало більше їжі моєму розуму і єдине, що я відчував у моє існуванні, була глибока нудьга».
«Осінь застала мене в коливаннях: я із захопленням вступив у місяці буревіїв. То я хотів бути одним з воїнів, які блукали серед вітрів, хмар і примар, то я заздрив пастуху, який грів руки на жалюгідному багатті з хмизу, запаленому на лісовій галявини. Я слухав його меланхолійні пісні, які нагадували мені, що у всіх країнах природний спів людини завжди є меланхолійним, навіть коли він виражає щастя. Наше серце — інструмент неповний, ліра, якій бракує струн і якою нам доводиться висловлювати радість тоном, що зазвичай виражає скорботу».
Рене вирішує вбити себе, але його сестра дізнається про його плані. Вона приїздить до нього й вони радісно проводять певний час. Але на цьому не приходить щасливий кінець історії. Амелі, здається, тужить через щось. Одного дня Рене виявляє, що вона зникла, але залишила лист, де йдеться про наміри стати черницею. У листі вона не дає жодних пояснень причини свого наміру. Рене приходить на обряд її посвячення в чорниці, після якого вона розповідає йому, що пішла в монастир, бо хоче подолати свою кровозмісну любов до нього. Спустошений цим зізнанням, Рене вирішує покинути Європу назавжди та поїхати до Америки. В Америці він живе з індіанцями, а через певний час отримує лист про смерть своєї сестри. Роман завершується тим, що незабаром після того, як він відкрив серце і розповів історію свого життя, Рене був убитий у битві між Натчез і французами.
(Примітка: згідно з версією, вказаною в епопеї «Натчез» (Les Natchez), дії твору мають місце у 20-х роках 17-го століття).

## Значення для літератури та критика
Як видно з назви, у романі присутні численні автобіографічні елементи, які значною мірою засновані на спогадах Шатобріана про своє власне дитинство в Бретані та його подорожі Північною Америкою в 1791 році. Шатобріан був підданий критиці за використання теми інцесту. Якихось доказів того, що його сестра Люсіль мала подібну пристрасть до нього в реальному житті, немає.
Роман «Рене» був величезним натхненням для молодих Романтиків, які вважали вираз «Хвороба століття» досконалим для вираження того, що відчувало їхнє покоління. Відомими шанувальниками роману були Берліоз і Мюссе. Його популярність сягнула кордонів — подорожі, схожі на подорожування Рене Європою, були описані лордом Байроном у «Паломництві Чайльд Гарольда». І Рене і Гарольд є бунтівними само-ізгоями, які з аристократичним презирством дивляться на вульгарність світу. Подібно до Ґете з його «Вертером», Шатобріан пізніше прийшов до обурення через популярність його ранніх робіт. Як він пише у своїх спогадах: «Якщо б „Рене“ зник, я більше б не писав; якщо було б можливим для мене його знищити, я б знищив. Він породив ціле сімейство „Рене поетів“ і „Рене торговців прозою“; все, що ми чуємо зараз є жалюгідними і нескладними фразами; єдиним предметом розповідей є шторми і урагани, та невідомі недуги, що стогнуть до хмар серед ночі. Там немає красеня, що тільки-но закінчив коледж і який ніколи не думав, що стане найневдалішим з чоловіків; там немає безхарактерного слабака, який вичерпав все своє життя до шістнадцяти років; який не вірив у себе та мучив себе власним генієм, який у пучині своїх думок віддався на волю „хвилі пристрастей“, який розбив свій блідий та розпатланий лоб та здивував людство своєю скорботою та чиє ім'я ані він, ані хтось інший, не знає».